# 上海虹桥临空经济示范区
上海虹桥临空经济示范区是中華人民共和國上海市长宁区西侧的一個国家级临空经济示范区。范围北起天山西路、苏州河，东至淞虹路、上海外环线，南至沪青平公路，西至七莘路，占地面积13.89平方公里。

## 歷史
前身是1990年代初成立的上海市长宁区市西工业区。上海市长宁区市西工业区由上海市长宁区人民政府、中国工商银行上海信托投资公司、航空航天工业部〇六一基地共同开发。1993年，上海市西工业区开发总公司组建。1996年，上海市长宁区市西工业区更名为上海虹桥临空经济园区。2016年又更名為上海虹桥临空经济示范区。